# Mehaigne (rivière)
Pour les articles homonymes, voir Mehaigne (homonymie).
La Mehaigne (Mouhagne en wallon) est une rivière de Belgique, affluent en rive gauche de la Meuse. Elle prend sa source dans l'entité de La Bruyère, en province de Namur, coule en Hesbaye et se jette dans la Meuse à Statte, près de Huy, en province de Liège. 

## Géographie
La Mehaigne prend sa source au lieu-dit la Spaumerie à une altitude de 179 m, sur le territoire de Saint-Denis (La Bruyère), et traverse notamment plusieurs villages de la commune d'Éghezée (dont le village éponyme de Mehaigne), Taviers, Franquenée, Boneffe, Branchon, Wasseiges, Ambresin, Moxhe, Braives, Fallais et Fumal. 
À Huccorgne, elle prend les eaux de la Burdinale, rivière avec laquelle elle forme le parc naturel des vallées de la Burdinale et de la Mehaigne, en Hesbaye liégeoise. Elle se jette dans la Meuse à Wanze à 70 m d'altitude.

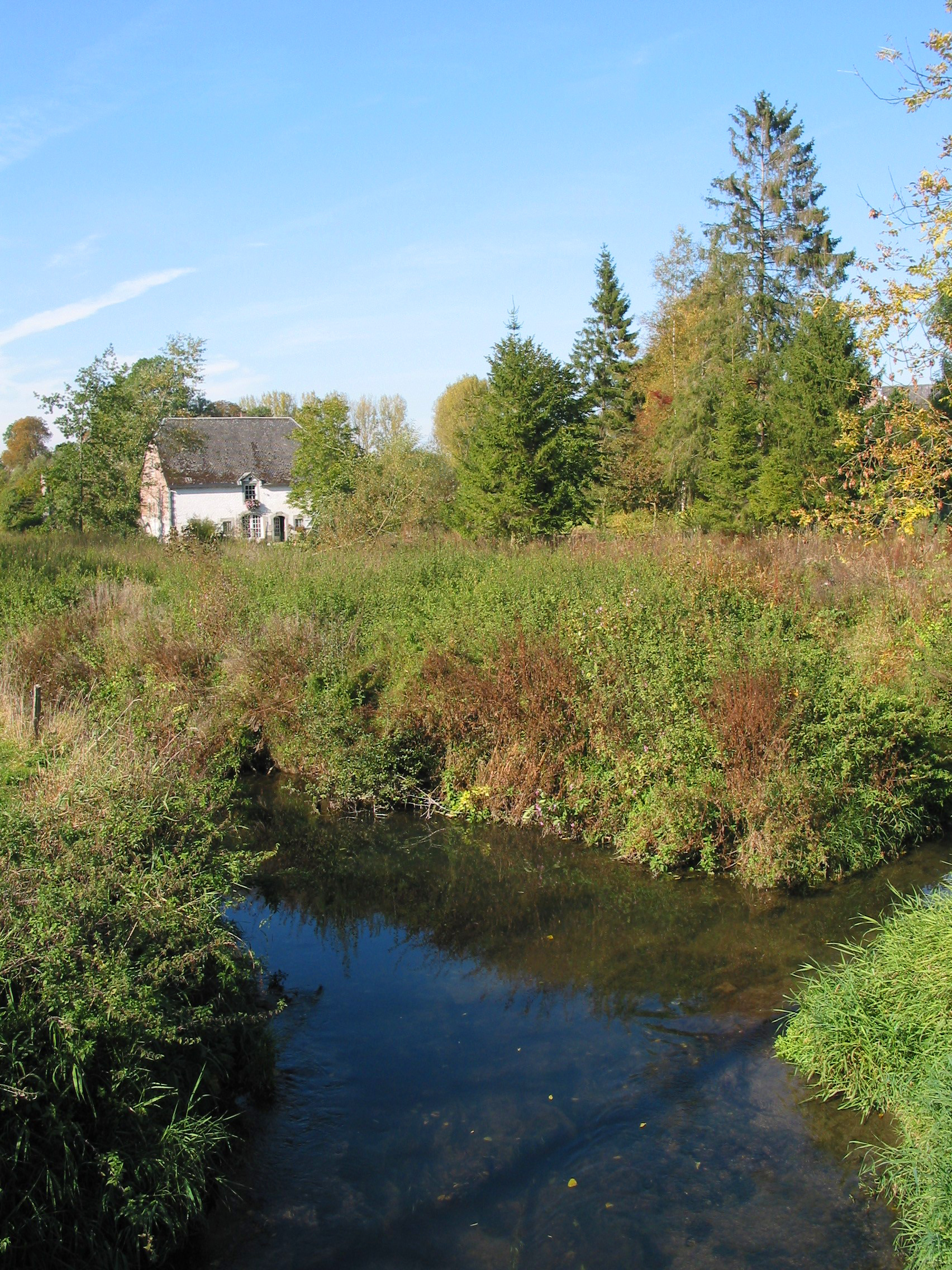
La Mehaigne et le vieux moulin à Braives.

## Affluents
- La Burdinale
- La Marka
- La Soile
- La Fosseroule

## Débit
Le débit moyen de la rivière mesuré à Wanze entre 1992 et 2002 est de 2,5 m3/s. Durant la même période on a enregistré :
- un maximum moyen de 4,2 m3/s en 2002 ;
- un minimum moyen de 1,3 m3/s en 1996.

Source : Ministère de la Région Wallonne.